# 高知優駿
高知優駿（こうちゆうしゅん）は、高知県競馬組合が高知競馬場ダート1900メートルで施行する地方競馬の重賞競走である。2023年までは「黒潮ダービー (回次)高知優駿」と表記されていた。

## 概要
1973年に距離1410メートルのサラブ4歳優駿として新設、翌年からは距離1600メートルに定着し、サラブ4歳優駿・やいろ鳥特別（1979 - 1983年）→黒潮ダービー・やいろ鳥賞（1984 - 1996年）とレース名の変遷を経て、1997年より現在の名称及び距離で行われるようになる。
高知競馬三冠レースの第二戦として、位置付けられている。
2017年から2023年まではダービーシリーズの構成競走であった。なお2017年から2024年まで地方全国交流競走として行われていたが、2025年から高知所属馬限定として行われることとなった（実際には2024年まで同条件で行われた黒潮菊花賞との入れ替えである）。2018年には佐賀競馬場所属で九州ダービー栄城賞勝馬のスーパージェット号が優勝し、初のダービーシリーズ2冠馬となった。
過去のレース名称で使用されていた「やいろ鳥」は、高知県の県鳥。
負担重量は2010年から2024年までは56kg（牝馬2kg減）だったが、2025年に57kg（牝馬2kg減）となった。

### 条件・賞金等（2025年）
出走条件
サラブレッド系3歳、高知所属（直近の高知所属後1走以上）。
- 金の鞍賞・ネクストスター高知・土佐春花賞・黒潮皐月賞で優勝した馬に優先出走権がある。
- そのほかは高知デビューの希望馬優先。

負担重量
定量。57kg、牝馬2kg減。
賞金等
賞金額は1着1600万円、2着640万円、3着400万円、4着240万円、5着160万円、6着以下50万円
スタリオンシリーズに指定されており、ダノンレジェンドの配合権利が優勝馬馬主への副賞となっている。
優先出走権付与
本競走の優勝馬には高知県知事賞の、上位3着までに入った馬には黒潮菊花賞の優先出走権が付与される。
この節の出典：

## 歴史
- 1973年 - 高知競馬場のダート1410mの4歳（現3歳）の定量の重賞競走「サラブ4歳優駿」として創設。
- 1974年 - 施行距離をダート1600mに変更。
- 1979年 - 名称を「サラブ4歳優駿・やいろ鳥特別」に変更。
- 1984年 - 名称を「黒潮ダービー・やいろ鳥賞」に変更。
- 1997年
  - 名称を「高知優駿」に変更。「黒潮ダービー」は副称となる（2023年まで）。
  - 同年に創設された黒潮皐月賞、黒潮菊花賞で高知三冠競走が成立。
  - 施行距離をダート1900mに変更。
  - 優勝賞金を300万円に増額。
- 2001年
  - 馬齢表示の国際基準への変更に伴い、出走条件が「4歳」から「3歳」に変更。
  - 優勝賞金を200万円に減額。
- 2002年 - 優勝賞金を100万円に減額。
- 2003年 - 優勝賞金を50万円に減額。
- 2004年 - 優勝賞金を35万円に減額。
- 2005年 - 優勝賞金を30万円に減額。
- 2007年 - 優勝賞金を27万円に減額。当競走の創設以来、過去最低額となる。
- 2010年 - 負担重量が1kg増え、56kg（牝馬54kg）となる。
- 2013年 - 優勝賞金を40万円に増額。
- 2014年 - 優勝賞金を60万円に増額。
- 2015年 - 優勝賞金を80万円に増額。
- 2016年 - 優勝賞金を100万円に増額。
- 2017年
  - ダービーシリーズに参加。地方全国交流競走となる。
  - 優勝賞金を500万円に増額。
- 2020年 - 優勝賞金を700万円に増額。
- 2021年 - 優勝賞金を1,000万円に増額。
- 2022年 - 優勝賞金を1,600万円に増額。当競走の創設以来、過去最高額となる。
- 2024年 - 名称から「黒潮ダービー」の副称が外れる[2]。
- 2025年 - 高知所属馬限定に条件変更。

### 歴代優勝馬
すべてダートコースでの施行。
| 回数   | 施行日         | 距離  | 優勝馬             | 性齢 | 所属 | タイム | 優勝騎手   | 管理調教師 |
| ------ | -------------- | ----- | ------------------ | ---- | ---- | ------ | ---------- | ---------- |
| 第1回  | 1973年12月8日  | 1410m | ワカトサ           | 牡4  | 高知 | 1:35.3 | 曽我心一   | 打越       |
| 第2回  | 1974年9月21日  | 1600m | ミスカゴシマ       | 牝4  | 高知 | 1:50.7 | 松村武     | 内田       |
| 第3回  | 1975年9月27日  | 1600m | ハイランドホマレ   | 牝4  | 高知 | 1:47.7 | 細川忠義   | 能勢巌     |
| 第4回  | 1976年10月24日 | 1600m | ワカテルヒカリ     | 牝4  | 高知 | 1:45.9 | 西田義美   | 打越       |
| 第5回  | 1977年10月15日 | 1600m | グツトスリー       | 牡4  | 高知 | 1:47.0 | 森山春雄   | 岡林       |
| 第6回  | 1978年10月10日 | 1600m | レイタイム         | 牝4  | 高知 | 1:45.4 | 打越初男   | 堅田忠雄   |
| 第7回  | 1979年9月16日  | 1600m | キングダンサー     | 牡4  | 高知 | 1:45.9 | 西田義美   | 浜田隆憲   |
| 第8回  | 1980年7月27日  | 1600m | ゴツドソデイアム   | 牡4  | 高知 | 1:47.4 | 竹内昭利   | 山岡恒一   |
| 第9回  | 1981年6月14日  | 1600m | アオイテツト       | 牡4  | 高知 | 1:48.6 | 竹内昭利   | 坂本通     |
| 第10回 | 1982年6月27日  | 1600m | シゲノダイヤ       | 牡4  | 高知 | 1:49.4 | 打越初男   | 山岡恒一   |
| 第11回 | 1983年6月19日  | 1600m | ワイエストツプ     | 牝4  | 高知 | 1:50:4 | 打越初男   | 西浦       |
| 第12回 | 1984年7月29日  | 1600m | ニシケンカチドキ   | 牝4  | 高知 | 1:48:2 | 竹内昭利   | 工藤英嗣   |
| 第13回 | 1985年6月18日  | 1600m | トサブルースカイ   | 牡4  | 高知 | 1:44.5 | 松木啓助   | 尾立甲     |
| 第14回 | 1986年5月25日  | 1600m | ファンドリボーイ   | 牡4  | 高知 | 1:49.3 | 鷹野宏史   | 土居高知   |
| 第15回 | 1987年6月21日  | 1600m | ビービーリドン     | 牡4  | 高知 | 1:45.1 | 竹内昭利   | 竹内昭三   |
| 第16回 | 1988年5月29日  | 1600m | チカラキング       | 牡4  | 高知 | 1:48.4 | 田中譲二   | 梶原榮太郎 |
| 第17回 | 1989年6月11日  | 1600m | シービーパトリス   | 牝4  | 高知 | 1:45.9 | 竹内昭利   | 竹内昭三   |
| 第18回 | 1990年5月27日  | 1600m | カツゼアキング     | 牡4  | 高知 | 1:49.0 | 徳留康豊   | 堅田忠雄   |
| 第19回 | 1991年5月6日   | 1600m | ライジングドラゴン | 牡4  | 高知 | 1:48.4 | 徳留康豊   | 松木啓助   |
| 第20回 | 1992年5月5日   | 1600m | ナスティダイヤ     | 牝4  | 高知 | 1:49.4 | 徳留康豊   | 打越初男   |
| 第21回 | 1993年5月30日  | 1600m | ビショップスキー   | 牡4  | 高知 | 1:44.8 | 徳留康豊   | 曽我心一   |
| 第22回 | 1994年5月5日   | 1600m | ヤマキヨリーフ     | 牝4  | 高知 | 1:47.8 | 四宮幸治   | 細川忠義   |
| 第23回 | 1995年5月5日   | 1600m | イージーアンサー   | 騸4  | 高知 | 1:45.4 | 戸梶由則   | 濱田隆憲   |
| 第24回 | 1996年5月3日   | 1600m | カイヨウフウジン   | 牡4  | 高知 | 1:48.0 | 北野真弘   | 土居高知   |
| 第25回 | 1997年6月8日   | 1900m | イージースマイル   | 牝4  | 高知 | 2:07.2 | 赤岡修次   | 谷力       |
| 第26回 | 1998年6月14日  | 1900m | カイヨウジパング   | 牡4  | 高知 | 2:06.2 | 北野真弘   | 土居高知   |
| 第27回 | 1999年6月20日  | 1900m | マルチドラゴン     | 牡4  | 高知 | 2:07:1 | 徳留康豊   | 坂本通     |
| 第28回 | 2000年7月2日   | 1900m | オオギリセイコー   | 牡4  | 高知 | 2:07:7 | 北野真弘   | 濱田隆憲   |
| 第29回 | 2001年7月8日   | 1900m | カチマサル         | 牡3  | 高知 | 2:07:9 | 赤岡修次   | 工藤英嗣   |
| 第30回 | 2002年7月14日  | 1900m | ミドリノオトメ     | 牝3  | 高知 | 2:07:2 | 中西達也   | 曾我心一   |
| 第31回 | 2003年6月29日  | 1900m | ワイエスジュリアン | 牝3  | 高知 | 2:08:5 | 中西達也   | 雑賀秀介   |
| 第32回 | 2004年7月10日  | 1900m | カイヨウソルトオー | 牡3  | 高知 | 2:08:6 | 西川敏弘   | 大関吉明   |
| 第33回 | 2005年6月5日   | 1900m | スマイルリターン   | 牝3  | 高知 | 2:10:2 | 上田将司   | 國澤輝幸   |
| 第34回 | 2006年6月4日   | 1900m | ラインフォーク     | 牡3  | 高知 | 2:11:7 | 中西達也   | 炭田健二   |
| 第35回 | 2007年6月24日  | 1900m | スパイナルコード   | 牡3  | 高知 | 2:10:9 | 西川敏弘   | 大関吉明   |
| 第36回 | 2008年7月6日   | 1900m | パッショネートキス | 牡3  | 高知 | 2:11:2 | 西川敏弘   | 大関吉明   |
| 第37回 | 2009年6月26日  | 1900m | グランシング       | 牡3  | 高知 | 2:13:3 | 中西達也   | 炭田健二   |
| 第38回 | 2010年6月20日  | 1900m | モルフェキープオフ | 牡3  | 高知 | 2:07:2 | 倉兼育康   | 田中譲二   |
| 第39回 | 2011年6月18日  | 1900m | シャイニーフェイト | 牡3  | 高知 | 2:08:5 | 倉兼育康   | 松木啓助   |
| 第40回 | 2012年6月10日  | 1900m | ドンスキマー       | 牡3  | 高知 | 2:12:0 | 赤岡修次   | 工藤英嗣   |
| 第41回 | 2013年6月23日  | 1900m | アラマサシャープ   | 牝3  | 高知 | 2:08:7 | 永森大智   | 別府真司   |
| 第42回 | 2014年6月15日  | 1900m | ニシケンメイピン   | 牝3  | 高知 | 2:09:5 | 中西達也   | 大関吉明   |
| 第43回 | 2015年6月28日  | 1900m | オトコノヒマツリ   | 牡3  | 高知 | 2:06:2 | 永森大智   | 雑賀正光   |
| 第44回 | 2016年6月19日  | 1900m | ディアマルコ       | 牝3  | 高知 | 2:06:1 | 佐原秀泰   | 那俄性哲也 |
| 第45回 | 2017年6月18日  | 1900m | フリビオン         | 牡3  | 高知 | 2:08.4 | 中西達也   | 炭田健二   |
| 第46回 | 2018年6月17日  | 1900m | スーパージェット   | 牡3  | 佐賀 | 2:08.8 | 山口勲     | 九日俊光   |
| 第47回 | 2019年6月16日  | 1900m | ナンヨーオボロヅキ | 牝3  | 高知 | 2:05.9 | 御神本訓史 | 雑賀正光   |
| 第48回 | 2020年6月14日  | 1900m | リワードアヴァロン | 牡3  | 高知 | 2:03.4 | 永森大智   | 雑賀正光   |
| 第49回 | 2021年6月20日  | 1900m | ハルノインパクト   | 牡3  | 高知 | 2:07.1 | 西川敏弘   | 宮路洋一   |
| 第50回 | 2022年6月12日  | 1900m | ガルボマンボ       | 牡3  | 高知 | 2:07.1 | 林謙佑     | 細川忠義   |
| 第51回 | 2023年6月18日  | 1900m | ユメノホノオ       | 牡3  | 高知 | 2:06.2 | 吉原寛人   | 田中守     |
| 第52回 | 2024年6月16日  | 1900m | プリフロオールイン | 牡3  | 高知 | 2:05.0 | 宮川実     | 打越勇児   |
| 第53回 | 2025年6月22日  | 1900m | ジュゲムーン       | 牡3  | 高知 | 2:05.2 | 赤岡修次   | 田中守     |

※2000年までは旧馬齢表記による。

### 競走結果の出典
- 高知優駿（黒潮ダービー）　歴代優勝馬（地方競馬全国協会）

## 他地区所属馬の成績
| 開催回次 | 馬名               | 所属   | 着順 | 備考                               |
| -------- | ------------------ | ------ | ---- | ---------------------------------- |
| 第45回   | マルヨアキト       | 笠松   | 3着  |                                    |
| 第45回   | サザンオールスター | 名古屋 | 4着  | 東海ダービー3着                    |
| 第45回   | フジノカミワザ     | 佐賀   | 中止 | 九州ダービー栄城賞2着              |
| 第45回   | スーパーマックス   | 佐賀   | 中止 | 九州ダービー栄城賞優勝             |
| 第46回   | スーパージェット   | 佐賀   | 1着  | 九州ダービー栄城賞優勝             |
| 第46回   | コスモバレット     | 大井   | 2着  |                                    |
| 第46回   | ノブイチ           | 金沢   | 5着  | 石川ダービー3着                    |
| 第46回   | ベルセルク         | 佐賀   | 6着  | 九州ダービー栄城賞3着              |
| 第47回   | アイオブザタイガー | 兵庫   | 2着  |                                    |
| 第47回   | リリコ             | 兵庫   | 3着  | のじぎく賞3着                      |
| 第47回   | スーパージンガ     | 佐賀   | 5着  | 九州ダービー栄城賞優勝、佐賀三冠馬 |
| 第47回   | オールアウト       | 佐賀   | 11着 |                                    |
| 第48回   | アンダーザスター   | 大井   | 3着  |                                    |
| 第48回   | ゼットシェーン     | 兵庫   | 7着  |                                    |
| 第48回   | エアーポケット     | 佐賀   | 10着 | 九州ダービー栄城賞2着              |
| 第49回   | クレモナ           | 兵庫   | 3着  | のじぎく賞優勝                     |
| 第49回   | トゥルスウィー     | 佐賀   | 4着  | 九州ダービー栄城賞優勝             |
| 第49回   | フューリアス       | 金沢   | 8着  | 石川ダービー3着                    |
| 第49回   | ビルボードクィーン | 金沢   | 11着 | 石川ダービー2着                    |
| 第50回   | コスモポポラリタ   | 大井   | 3着  |                                    |
| 第50回   | アイウォール       | 浦和   | 4着  |                                    |
| 第50回   | フレッシュグリーン | 川崎   | 10着 |                                    |
| 第50回   | ラッキーライズ     | 兵庫   | 11着 |                                    |
| 第51回   | ポリゴンウェイヴ   | 浦和   | 2着  |                                    |
| 第51回   | タイガーチャージ   | 大井   | 4着  |                                    |
| 第51回   | ネオシエル         | 佐賀   | 8着  |                                    |
| 第51回   | ブエラフェルテ     | 兵庫   | 9着  |                                    |
| 第52回   | アムクラージュ     | 浦和   | 4着  |                                    |
| 第52回   | パンセ             | 川崎   | 8着  |                                    |